# Барру, Оливье
 Оливье Барру (фр. Olivier Barroux; род. 5 января 1964, Кан, Франция) — французский актёр, комедиант, режиссёр и сценарист.

## Работа с Кадом Мерадом
Первую известность Барру приобрёл, выступая дуэтом с актёром Кадом Мерадом. Дуэт назывался «Kad & Olivier». Оливье и Кад познакомились на парижской радиостанции «Oui FM», где затем в прямом эфире вели юмористическую передачу «Рок-энд-ролльный цирк» (“Rock'n Roll Circus”). А в 1999 они вышли в телеэфир (на канале Comedie+) с совместным шоу «Большая передача» (фр. La Grosse Emission). Кроме того, Оливье Барру не раз играл в кино вместе с Кадом. В 2003 году они сыграли агентов ФБР в комедии «Кто грохнул Памелу?» — пародии на полицейские фильмы. В 2005 году вышла комедия «Изноугуд, или Калиф на час» по мотивам арабских сказок; в ней Кад и Оливье сыграли двух джиннов. В 2006 году вышел фильм «Билет в космос», в котором Кад и Оливье исполнили главные роли. Фильм рассказывает о двух французах, которые приняли участие в лотерее и выиграли путешествие в космос.
Оливье был режиссёром нескольких проектов с участием Када. «Оливье не только лучший из лучших. На мой взгляд, он гений. Его осеняет по нескольку раз на дню. Когда он режиссирует, всё предусмотрено, описано и раскадрировано. Но это не останавливает его от того, чтобы продолжать вкалывать» — так описал своего друга и коллегу Кад Мерад в одном из интервью.
11 июля в российский прокат выходит комедия Оливье Барру «Красавчик со стажем», главную роль в которой исполнил Кад Мерад. Это седьмой совместный проект режиссёра и актёра.

## Избранная фильмография
- 1999 — Игра злодеев / Jeu de vilains (актёр)
- 2003 — Кто грохнул Памелу? / Mais qui a tué Pamela Rose?  (сценарист, актёр)
- 2003 — Ключи от машины / Les Clefs de bagnole ... Un comédien qui refuse de tourner avec Laurent (актёр)
- 2004 — Миллион лет до нашей эры / RRRrrrr!!! (озвучивание)
- 2004 — Внутренний мир / Monde extérieur (актёр)
- 2005 — Изноугуд или Калиф на час / Iznogoud (актёр)
- 2006 — Билет в космос / Un ticket pour l'espace (сценарист, актёр)
- 2006 — Братец медвежонок 2: Лоси в бегах (видео) / Brother Bear 2 (озвучивание)
- 2007 — Большой город / Big City (актёр)
- 2011 — 100 миллионов евро / Les Tuche (режиссёр, сценарист, актёр)
- 2012 — Воскресные папы / Les papas du dimanche (актёр)
- 2012 — Спецагенты на отдыхе / Mais qui a re-tué Pamela Rose? (режиссёр, сценарист, актёр)
- 2014 — Прогулка по Бангкоку / On a marché sur Bangkok (режиссёр, сценарист, актёр)
- 2019 — Красавчик со стажем / Just a Gigolo (режиссёр, сценарист)